# Købstædernes Forsikring
Købstædernes Forsikring er grundlagt 1761 og er dermed et af de ældste eksisterende forsikringsselskaber i Danmark. Forsikringsselskabet var en del af statsadministrationen i tiden frem til 1870, hvor selskabet blev privatiseret. I dag er Købstædernes Forsikring kundeejet med en delegeret forsamling på i alt 35 personer, der alle er valgt af og blandt forsikringstagerne.
Administrerende direktør er Anders Hestbech.

## Historie
Forsikringsselskabet blev stiftet den 13. januar 1761 under navnet Kjøbstædernes almindelige Brandforsikring. Stiftelsen skete i henhold til Frederik V's kongelige anordning om brandforsikring i alle danske købstæder. Ligesom den tilsvarende brandforsikring for København, der blev oprettet i 1731, blev denne brandforsikring for købstæderne baseret på gensidighed. Bestyrelsen blev henlagt direkte under regeringen (General- Landøkonomi- og Kommercekollegiet, senere Justitsministeriet), og indtrædelse i forsikringen var tvungen for alle ejere af købstadbygninger. Anordningen gav også landboere adgang til at indtræde i forsikringen, men dette ophørte i 1792, da Den almindelige Brandforsikring for Landbygninger blev oprettet.
Ved lov af 14. maj 1870 blev der givet Brandforsikringen selvstyre, og bestyrelsen blev henlagt til et af interessenterne valgt repræsentantskab under justitsministerens tilsyn. Dette udøves gennem en tilforordnet, og dette hverv varetoges af departementschef, gehejmekonferensråd C.F. Ricard
(1830-1908) indtil 1908, fra 1908 af overformynder M.P. Friis (1857-1944) og fra 1944 af departementschef Aage Svendsen (1880-1974).
Den 14. maj 1870 fik Brandforsikringen selvstyre, og bestyrelsen blev henlagt til et valg repræsentantskab under tilsyn fra justitsministeren. Dette skete under opsyn fra en tilforordnet, og det blev varetaget af departementschef, gehejmekonferensråd C.F. Richard (1830-1908) indtil 1908. Efter 1908 af overformynder M.P. Friis (1857-1944) og fra 1944 af departementschef Aage Svendsen (1880-1974). 

## Formænd for repræsentantskabet
Denne liste er ufuldstændig; hjælp gerne med at udfylde den.
- 1871-1894: Etatsråd Wilhelm Petersen, Odense (1817-1895)
- 1895-1905: Etatsråd L.K. Kier, Aalborg (1829-1904)
- 1905-1920: Borgmester C.L. Scharling, Fredericia (1840-1920)
- 1920-1940: Direktør V. Reimer, Nakskov (1856-1940)
- 1940-1945: Kreditforeningsdirektør N.M. Bak, Aarhus (1873-1947)
- 1945-19??: Landinspektør Søren Jungersen, Maribo (1889-1981)

## Direktører
Denne liste er ufuldstændig; hjælp gerne med at udfylde den.
Siden Brandforsikringen overgik til egen bestyrelse har de administrerende direktører været:
- 1871-1906: Etatsråd Julius Goldschmidt (1827-1917)
- 1906-1913: Justitsråd Albert Albertsen (1848-1913)
- 1913-1934: Tidligere borgmester og byfoged K.A. Hammerich (1861-1946)
- 1934-1967: Cand. jur. A.H. Torp-Pedersen, senior (1892-1972)
- 1967-1997: A. Torp-Pedersen, junior. (1928-1999)
- 1997-2013: Mogens N. Skov (1955-)
- 2014-I dag: Anders Hestbech (1967-)

## Bygning
Efter at Brandforsikringens styrelse blev udskilt fra staten, havde foreningen kontorer i lejede lokaler i ejendommen Nørre Voldgade 29, indtil ejendommen Store Kannikestræde 16 blev erhvervet i 1876.
Købstædernes Forsikring har siden 1944 haft hovedkontor på Grønningen 1 i København. Bygningen er tegnet af Henning Hansen, bygget i 1907-08 og senere ombygget i 1933. I 2017 flyttede Købstædernes Forsikring hovedsædet til Christianshavn på Strandgade 27A. 

## Eksternt link
- Købstædernes Forsikring Arkiveret 2. november 2014 hos  Wayback Machine
- indenforvoldene.dk Arkiveret 4. marts 2016 hos  Wayback Machine